# Daniel von Wochen
Daniel von Wochen, död 1609, var en tysk krigsöverste i svensk tjänst.
von Wochen hade befälet över det då svenska Pernau när den polsk-litauiske fältherren Jan Karol Chodkiewicz för kung Sigismunds räkning i februari 1609 började belägra staden. von Wochen och hans medbefälhavare Plater lät sig därvid mutas att övergiva staden till fienden utan strid. von Wochen greps senare av svenskarna och fördes till Stockholm där Karl IX dömde honom till döden genom att slitas itu mellan två hästar, varefter hans huvud avhöggs och kroppen styckades samt placerades på stegel och hjul. Anders Fryxell har, i sin Berättelser ur svenska historien, betecknat det även för tiden ovanligt grymma straffet som ett uttryck för Karl IX:s benägenhet att låta  sin "vrede öfverrösta lagens, mensklighetens, ja sjelfva försigtighetens röst".